# Tobias Halland Johannessen
Tobias Halland Johannessen, född den 23 augusti 1999 i Drøbak, är en norsk professionell landsvägscyklist.

## Karriär
Tobias Halland Johannessen har cyklat professionellt sedan 2021. Bland hans meriter kan nämnas en totalseger i etapploppet Tour de l'Avenir år 2021. 2025 kom han femma sammanlagt i etapploppet Critérium du Dauphiné.